# Rosa (efternamn)
Rosa, Rosà eller Roša är ett efternamn:

## Personer
- Aldo da Rosa, brasiliansk ingenjör
- Anna Palm de Rosa, svensk målare
- Carl Rosa, tysk-engelsk operaledare
- Don Rosa, amerikansk Disney-tecknare
- Euphrosyne Parepa-Rosa, brittisk operasångare
- Gregorio Rosa Chávez, kardinal från El Salvador
- Hartmut Rosa, tysk sociolog
- Henrique Pereira Rosa(pt), tidigare president i Guinea-Bissau
- Jair Rosa Pinto(pt), brasiliansk fotbollsspelare
- João Guimarães Rosa, brasiliansk författare
- Manlio Di Rosa, italiensk fäktare
- Pâmela Rosa, brasiliansk skateboardåkare
- Salvator Rosa, italiensk målare
- Vitória Cristina Rosa, brasiliansk idrottare